# Красный (Кошехабльский район)
Красный (адыг. Плъыжьы) — хутор в Кошехабльском муниципальном районе Республики Адыгея России. Входит в Майское сельское поселение.

## Население
| 2002 | 2010 | 2013 | 2014 | 2015 | 2016 | 2017 |
| ---- | ---- | ---- | ---- | ---- | ---- | ---- |
| 218  | ↘209 | ↗210 | ↗216 | ↗220 | ↗226 | ↘224 |
| 2018 | 2019 | 2020 | 2021 | 2023 | 2024 |      |
| ↘221 | ↘219 | ↗227 | ↘216 | ↗222 | ↗227 |      |

По данным Всероссийской переписи населения 2021 года:
| Народ               | Численность, чел. | Доля от всего населения, % |
| ------------------- | ----------------- | -------------------------- |
| русские             | 183               | 84,72 %                    |
| армяне              | 11                | 5,10 %                     |
| азербайджанцы       | 7                 | 3,24 %                     |
| другие / не указано | 15                | 6,94 %                     |
| всего               | 216               | 100,0 %                    |

## Улицы
- Зелёная,
- Красная.